# Simon Kaye
Pour les articles homonymes, voir Kaye.
Simon Kaye est un ingénieur du son britannique né le 22 juillet 1935 à Londres (Angleterre).

## Filmographie (sélection)

### Cinéma
- 1960 : Le Voyeur (Peeping Tom) de Michael Powell
- 1967 : Accident de Joseph Losey
- 1968 : Le Lion en hiver (The Lion in Winter) d'Anthony Harvey
- 1968 : La Charge de la brigade légère (The Charge of the Light Brigade) de Tony Richardson
- 1969 : Ah Dieu ! que la guerre est jolie (Oh! What a Lovely War) de Richard Attenborough
- 1971 : Macbeth (The Tragedy of Macbeth) de Roman Polanski
- 1971 : Un dimanche comme les autres (Sunday Bloody Sunday) de John Schlesinger
- 1973 : Les Trois Mousquetaires (The Three Musketeers) de Richard Lester
- 1974 : On l'appelait Milady (The Four Musketeers: Milady's Revenge) de Richard Lester
- 1974 : Terreur sur le Britannic (Juggernaut) de Richard Lester
- 1975 : Le Frère le plus futé de Sherlock Holmes (The Adventures of Sherlock Holmes' Smarter Brother) de Gene Wilder
- 1975 : Brannigan de Douglas Hickox
- 1977 : Un pont trop loin (A Bridge Too Far) de Richard Attenborough
- 1979 : Yanks de John Schlesinger
- 1981 : Reds de Warren Beatty
- 1982 : Gandhi de Richard Attenborough
- 1983 : Gorky Park de Michael Apted
- 1983 : Jamais plus jamais (Never Say Never Again) d'Irvin Kershner
- 1984 : Indiana Jones et le Temple maudit (Indiana Jones and the Temple of Doom) de Steven Spielberg
- 1985 : D.A.R.Y.L. de Simon Wincer
- 1986 : Platoon d'Oliver Stone
- 1987 : Cry Freedom de Richard Attenborough
- 1988 : Randonnée pour un tueur (Shoot to Kill) de Roger Spottiswoode
- 1990 : Air America de Roger Spottiswoode
- 1990 : Aux sources du Nil (Mountains of the Moon) de Bob Rafelson
- 1992 : Le Dernier des Mohicans (The Last of the Mohicans) de Michael Mann
- 1997 : L'Homme qui en savait trop... peu (The Man Who Knew Too Little) de Jon Amiel
- 2001 : Spy Game : Jeu d'espions (Spy Game) de Tony Scott
- 2004 : Adorable Julia (Being Julia) d'István Szabó

### Télévision
- 1963-1964 : The Human Jungle (25 épisodes)
- 1965-1967 : Chapeau melon et bottes de cuir (36 épisodes)

## Distinctions

### Récompenses
- Oscar du meilleur mixage de son
  - en 1987 pour Platoon
  - en 1993 pour Le Dernier des Mohicans
- British Academy Film Award du meilleur son
  - en 1970 pour Ah Dieu ! que la guerre est jolie
  - en 1978 pour Un pont trop loin
  - en 1988 pour Cry Freedom

### Nominations
- Oscar du meilleur mixage de son
  - en 1982 pour Reds
  - en 1993 pour Gandhi
- British Academy Film Award du meilleur son
  - en 1969 pour La Charge de la brigade légère
  - en 1972 pour Un dimanche comme les autres
  - en 1983 pour Gandhi
  - en 1985 pour Indiana Jones et le Temple maudit
  - en 1993 pour Le Dernier des Mohicans